# ماروتيرى
ماروتيري، المعروفة أيضًا بإسم باس روكس (بالفرنسية: Îlots de Bass)، هي مجموعة من أربع صخور بركانية غير مأهولة تبرز من البحر والعديد من الصخور المغمورة، وتمثل الطرف الجنوبي الشرقي جزر أوسترال في بولينيزيا الفرنسية. ربما الاسم مشتق من اسم المستكشف الأوروبي جورج باس.
ماروتيري معزولة جدا، حيث تبعد حوالي 1,167 كيلومتر (725 ميل) غربًا إلى جنوب غرب جزيرة بيتكيرن. أقرب جزيرة إليها هي رابا إيتي، التي تبعد 75 كيلومترًا من الشمال الغربي، ولكن يفصل بينهما عمق محيطي يزيد عن 1500 متر. الصخور هي جزء من بلدية رابا.
المناخ في ماروتيري معتدل ورطب، وتقريبًا تخلو الصخور السفلية من أي غطاء نباتي، مع وجود بعض النباتات على المنحدرات والقمم الأعلى. تعتبر الصخور مغارة للطيور البحرية وتكثر فيها الأسماك. تبرز الصخور من منصة بحرية بعمق 100 متر وقطر 5 كيلومترات، وتقع على مسافات تتراوح بين 1.5 و3 كيلومترات من بعضها البعض. إجمالي مساحة الأرض هي 43,100 متر مربع، مقسمة كالتالي بين الصخور الفردية:
| الصخرة          | منطقة (م 2 ) |
| --------------- | ------------ |
| الصخرة الشمالية | 5800         |
| الصخرة الوسطى   | 1800         |
| الصخرة الجنوبية | 22,400       |
| الصخرة الغربية  | 13,100       |
| ماروتيرى        | 43,100       |

والصخرة الجنوبية هي الأكبر، حيث يبلغ ارتفاعها 113 متر في أعلى نقطة له.

## أنظر أيضا
- جزيرة الصحراء
- قائمة الجزر